# ندیم البرغوثی
ندیم البرغوثی (عربی: نديم البرغوثي؛ زادهٔ ۹ مهٔ ۱۹۸۹) بازیکن فوتبال اهل فلسطین است.
از باشگاه‌هایی که در آن بازی کرده است می‌توان به باشگاه ورزشی شباب الخلیل اشاره کرد.
وی همچنین در تیم ملی فوتبال فلسطین بازی کرده است.